# Isotherme Titrationskalorimetrie
Isotherme Titrationskalorimetrie (ITC, englisch isothermal titration calorimetry) ist eine biophysikalische Technik, die zur Bestimmung von thermodynamischen Parametern biochemischer Bindungsprozesse eingesetzt wird. Meist wird dabei die Bindung kleiner Moleküle (Liganden), etwa medizinisch wirksamer Substanzen, an größere Makromoleküle (Proteine, DNA usw.) untersucht und thermodynamisch charakterisiert. Dies lässt Rückschlüsse auf die Energetik der Bindung sowie die Zahl und das Verhältnis der beteiligten Teilchen zu.

## Thermodynamische Messungen
Die ITC ist eine quantitative Messmethode, mit der sich die Assoziationskonstante Ka (Bindungskonstante), die Reaktionsenthalpie ΔH sowie die Bindungs-Stöchiometrie n (Verhältnis der beteiligten Teilchen) der untersuchten Interaktion bestimmen lassen. Die Gibbs’sche Reaktionsenergie ΔG0 und der Reaktionsentropie ΔS0 unter Standardbedingungen lassen sich aus diesen Werten durch folgende Gleichung berechnen:
{\displaystyle \Delta G^{0}=-\mathrm {RT} \ \ln K_{a}=\Delta H^{0}-T\Delta S^{0}}
(wobei R die Gaskonstante und T die absolute Temperatur ist).

## Messvorrichtung

Schematischer Aufbau einer ITC-Apparatur

Ein isothermes Titrationskalorimeter besteht aus zwei identischen, hoch wärmeleitenden Materialien (Gold oder Hastelloy), die in eine adiabatisch ummantelte Zelle eingebaut sind. Empfindliche Thermoelemente erfassen die Temperaturen der Flüssigkeiten innerhalb der Zellen mit hoher Genauigkeit. Eine der beiden Zellen wird als Referenzzelle (mit Wasser oder Pufferlösung) verwendet, die andere dient als Probenzelle, in welcher das Makromolekül vorliegt. Das Flüssigkeitsvolumen je Zelle beträgt 0,2–1,4 ml. Beide Zellen befinden sich in einer kühleren Umgebung und werden mit konstanter Leistung (meist unter 1 mW) beheizt, wobei ein Rückkopplungsmechanismus die Heizungen der Zellen abhängig von der gewünschten Temperatur reguliert. In der Probenzelle steckt eine Titrationsspritze, um den Liganden schrittweise zu injizieren. Der Ligand muss in exakt demselben Puffer mit gleichem pH-Wert wie das Makromolekül vorliegen, um unspezifische Mischungswärme zu minimieren.

## Durchführung
Während des Experiments werden genau bekannte Mengen des Liganden schrittweise zugegeben, was entweder zu einer Aufnahme oder einer Abgabe von Wärme an die Flüssigkeit innerhalb der Probenzelle führt. Das Gerät reguliert die Heizleistung der Probenzelle dementsprechend, so dass die Temperatur konstant bleibt. Gemessen wird die Differenz der Heizleistungen von Probenzelle und Referenzzelle. Bei exothermen Reaktionen (also wenn bei der Bindung des Liganden durch die Makromoleküle in der Lösung Wärme frei wird) steigt die Temperatur der Lösung in der Probenzelle, so dass weniger Energie zugeführt werden muss, um die Probenzelle exakt gleich wie die Referenzzelle zu temperieren. Umgekehrt muss bei einer endothermen Reaktion, welche die Lösung der Probenzelle abkühlt, mehr Energie zugeführt werden. Die Anpassung der zugeführten Energiemenge erfolgt in beiden Fällen durch den oben genannten Rückkopplungsmechanismus.

## Auswertung

Schematische Aufzeichnung eines typischen ITC-Experiments

Die Messergebnisse werden als die zur Aufrechterhaltung gleicher Temperaturen benötigte Leistung in μcal/s oder µW in Abhängigkeit von der Zeit in s aufgetragen. Das so erhaltene „Thermogramm“ enthält eine Reihe von „Zacken“, sogenannten Spikes, wobei jeder Spike einer Ligandeninjektion mit folgender Temperaturänderung und Wiedereinstellung der Temperatur durch den Rückkoppler darstellt. Die Fläche unter jedem Spike entspricht der Wärmemenge, die bei dieser Injektion frei wird bzw. aufgenommen wird und kann daher durch Integration über die Zeit bestimmt werden. Das Muster dieser Bindungswärme-Effekte kann als Funktion des molaren Verhältnisses Ligand/Makromolekül analysiert werden, wodurch die thermodynamischen Parameter der untersuchten Interaktion bestimmt werden können.
Die Proben sollten vor Beginn des Experiments unter Vakuum entgast werden, da Luftblasen innerhalb der Zellen die Messungen stören und zu abnormen Spektren führen können.